# Афера Липошћак
Афера Липошћак била је наводна завјера коју је водио бивши генерал пјешадије Аустроугарске војске Антон Липошћак с циљем да преузме власт у Држави Словенаца, Хрвата и Срба крајем Првог свјетског рата. Већина заступа став да су оптужбе потекле од савезника вође Хрватско-српске коалиције Светозара Прибићевића. Липошћак је ухапшен 22. новембра 1918. под сумњом за издају. Према оптужби планирао је да умјесто постојећих власти оснују вијећа састављен од радника, сељака и војника с циљем оживљавања Хабзбуршке монархије, или да дјелују у име страних сила или бољшевика.
Афера је настала усред широко распрострањених нереда у земљи, напредовања Италијанске војске у циљу остваривања територијалних претензија дуж јадранске обале на основу Лондонског споразума и непосредно након Женевске конференције 6—9. новембра. Представници Државе Словенаца, Хрвата и Срба, Министарског савјета Краљевине Србије, српске парламентарне опозиције и Југословенског одбора састали су се у Женеви да разговарају о успостављању заједничке државе и донијели Женевску декларацију о конфедерацији. Представници Краљевине Србије и Прибићевић су убрзо одбацили споразум. Афера Липошћак дала је Прибићевићу повод да изнесе захтјеве за уједињење са Србијом по кратком поступку — које се догодило 1. децембра. Мјесец дана касније, Липошћак је пензионисан из активне службе, ослобођен оптужби и ослобођен.

## Позадина

### Држава Словенаца, Хрвата и Срба
У посљедњим седмицама Првог свјетског рата 5—6. октобра представници политичких странака Словенаца, Срба и Хрвата у Аустроугарској основали су Народно вијеће Словенаца, Хрвата и Срба као представничко тијело с циљем остваривања независности од Двојне монархије. Народно вијеће се 18. октобра прогласило централним органом новопроглашене Државе Словенаца, Хрвата и Срба, која је обухватала Словеначке земље, Хрватску и Славоније, Далмацију и Босну и Херцеговину. Народно вијеће је за предсједник изабрало предсједника Словеначке народне странке (СНС) Антона Корошеца. Изабрана су и два потпредсједника: један је био Светозар Прибићевић, вођа Хрватско-српске коалиције (ХСК) и владајуће коалиције у Хрватској и Славонији, а други Анте Павелић, вођа Старчевићеве странке права.
Народно вијеће је 26. октобра одлучило да овласти Југословенски одбор, ad hoc групу исељеника на челу са Антом Трумбићем која је заступала интересе Словенаца, Срба и Хрвата из Аустроугарске током рата, да говори у име Народног вијећа. Исто дана, Корошец се у Бечу састао са аустријским министром-предсједником Хајнрихом Ламашем и отпутовао у Швајцарску са Грегором Жерјавом, секретаром Југословенског клуба јужнословенских заступника у Рајхсрату. Ту их је 29. октобра дочекао Мелко Чингрија, други члан Југословенског клуба. Корошец је од Народног вијећа добио задатак да испита међународну ситуацију и да успостави везу са Југословенским одбором.
Југословенски одбор је 1917. успоставио контакт са предсједником Министарског савјета Краљевине Србије Николом Пашићем и заједно су израдили Крфску декларацију о уједињењу Јужних Словена у парламентарну уставну монархију. Декларација је предвиђала могућност избора између федералне и унитарне државе за каснији датум. На дан Корошевчевог доласка у Швајцарску, Хрватски сабор је прогласио прекид веза са Аустроугарском, а Корошец је изабран за предсједника Државе Словенаца, Хрвата и Срба. Павелић и Прибићевић су изабрани за потпредсједнике.

### Немири у земљи
Током рата, регрути из руралних подручја масовно су дезертирали из Аустроугарске војске, бјежећи из касарни, болница или не враћајући се након одсуства. Већина је живјела у кућама и само је побјегла у оближње шуме да би избјегла жандарме када их је мјесно становништво упозорило. Власт у Хрватској и Славонији дезертере 1917. први пут назива зелени кадар. До септембра 1918. било је око 50.000 припадника зеленог кадра међу Хрватима, Србима и Муслиманима (око 10.000 у Босни и Херцеговини, а највећи дио у Хрватској и Славонији). Велики број зеленог кадра налазио се на Петровој гори, Фрушкој гори, Зринској гори и Папуку и у околини Даља.
Најгоре насиље у Хрватској и Славонији догодило се од 24. октобра до 4. новембра. Било је убрзано побуном војске у Пожеги, којим се 24. октобра придружили зеленокадровци. Насиље се проширило на запад до Нове Градишке и Кутине; на исток до Нашица и Осијека, гдје су се елементи 23. и 28. пука Краљевског хрватског домобранства придружили пљачки. И зеленокадровци су учествовали у пљачкама у Нашицама и Осијеку, али у споредној улози. Војска се побунила и укључила у пљачку у Петроварадину, Пакрацу, Дарувару и Жупањи. Ослобођени су ратни заробљеници Руске војске, па су се и они придружили пљачки, као и заробљеници које је ослободила руља из затвора у Загребу. Ипак, већину пљачки су извршили сељаци и (углавном сељачки) зеленокадровци. Пљачком је била погођена читава Славонија и Хрватско загорје. Након што оклијевање цивилних власти појачало осјећај некажњиности, Народно вијеће је покушало да распореди мјесну Народну стражу, али без икаквог дејства јер су била окупљена од истих сељака пљачкаша. Народно вијеће је прибјегло регрутацији српских ратних заробљеника за борбу против пљачкаша и послало је делегацију у команду Српске војске 5. новембра, тражећи од ње да распореди своје трупе у Хрватску и Славонију како би помогли у сузбијању немира. Крајем новембра ситуација се погоршала додатно, јер је Италијанска војска напредовала источном обалом Јадрана како би остварила своје потраживања према Лондонском уговору у Далмацији и заузимањем Ријеке. Појавиле су се и вијести о настојањима Мађара да поврате власт у Хрватској и Славонији, која је била дио Земаља круне Светог Стефана, као и немирима у Међимурју.

### Женевска декларација
Након примирја у Вили Ђусти 3. новембра, којим је рат за Аустроугарску завршен, Пашића, вође српске опозиције, Трумбића и Корошеца премијер Уједињеног Краљевства Дејвид Лојд Џорџ је обавијестио да ниједна јужнословенска држава неће бити разматрана осим ако не буду сви сарађивали по том питању, због чега су се састали у Женеви од 6. до 9. новембра. Трумбић и Корошец су се брзо договорили —формирајући заједнички преговарачки блок. Трумбић је предложио рјешење које подразумијева успостављање владе са заједничким питањима — сарадњу са Министарским савјетом Србије и Народним вијећем. План је предвиђао очување Министарског савјета Србије и Народног вијећа ради управљања другим пословима који су у надлежности Краљевине Србије, односно Државе Словенаца, Хрвата и Срба. Када је Трумбић изнио сличан приједлог током разговора са Пашићем 1917. који су резултирали Крфском декларацијом, Пашић је рекао да ће, уколико Хрвати буду инсистирали на федерацији, српска влада одустати од пројекта уједињења у корист стварања Велике Србије. Међутим, подстакнут поруком предсједника Француске Ремона Поенкареа у којој се од њега тражи да усагласи са Корошецом, Пашић је прихватио план. Конфедерални аранжман је личио на систем двојне монархије, уређење које је била заступљено у Аустроугарској.
Пашић је о споразуму обавијестио регента пријестолонасљедника Александра и министра финансија Стојана Протића и од Протића је добио подршку за споразум. Само неколико дана касније, Пашић је Протићу послао још једну поруку у којој је указао на право регента пријестолонасљедника да именује нови кабинет. Узимајући у обзир поруку, Протић је одбацио Женевски споразум и поднио оставку заједно са остатком владе. Према Иви Банцу, прихватање па одбацивање била је тактика да се Народно вијеће и Југословенски одбор обавежу на брзо уједињење, уз подривање Корошецовог ауторитета да ојача Прибићевићеву позицију у Народном вијећу. Прибићевић је 25. новембра телеграфом обавијестио Пашића да Женевску декларацију не сматра обавезујућом.

## Оптужбе о завјери о пучу
Након што су Министарски савјет Србије и Прибићеви одбацили Женевску декларацију, међу политичким странкама у Држави Словенаца, Хрвата и Срба настављена је дебата о врсти будуће заједнице са Србијом. Хрватско-српска коалиција (ХСК) је била главни заговорник безусловног брзог уједињења. Опозиција није била добра организована, странке су се залагале за различита рјешења, а чак и унутар њих није било сложног става. Нпр. Социјалдемократска странка Хрватске и Славоније (СДСХиС) била је подијељена по питању монархије или републике, док је Старчевићева странка права (ССП) постепено мијењала своје позиције како би више личила на оне које заступа ХСК. Опозиција коју чиниле Хрватска хришћанско-социјална странка права и Хрватска пучка сељачка странка била је занемарљива, јер су обје странке имале слабу подршку.
Подстакнута од Прибићевића да се кроз уједињење са Србијом заштити од италијанске окупације, Земаљска влада Краљевина Далмације је предложила Народном вијећу да у року од пета изврши уједињење до 16. новембра. Запријетила је да ће такву одлуку једнострано усвојити, ако Народни вијеће не реагује. Три дана касније, Земаљска валда Босне и Херцеговине је прихватила приједлог. Приједлог је 20. новембра стављен пред Народно вијеће, али је на Радићев захтјев одложен за 23. новембар, јер је тврдио да прије приједлога далматинске владе чекају расправу о другим питањима. Дан прије заказане сједнице Народног вијећа, 22. новембра, објављено је откривање наводне завјере бивших официра Аустроугарске војске.
Наводни вођа пуча био је генерал пјешадије Антон Липошћак, генерал-гувернер Лублина у посљедњим мјесецима рата. Липошћак се након примирја вратио у Загреб и безуспјешно покушавао да дође до Народног савјета. Састао се са вођом СДСХиС Витомиром Кораћем и с њим разговарао о ситуацији у Пољској. Након што је чуо за пуч у Пољској и како тамо власт преузимају савјети састављени од радника, сељака и војника, Кораћ је разговор протумачио као позив да учествује у пучу и касније је идентификован као прва особа која је открила завјеру. Потпуковник Душан Симовић, изасланик команде Српске војске у Загребу, извијестио је 22. новембра о откривању завјере којом би се умјесто Народног вијећа формирали раднички, сељачки и војнички савјети. Ухапшени су Липошћак и његов бивши ађутант Милутин Валентековић. Штампа је објавила да је завјера била обимна, али нису наведена имена других умијешаних особа — нагађајући да се у њој морају учествовати незадовољни аустроугарски официри. Даље спекулације су говорила да је Радић подржао завјеренике или да су били дјеловали у складу са италијанским и/или мађарским интересима, као и да је Липошћак био бољшевик или се претварао да је бољшевик, с циљем да обнови Хабзбуршку монархију. Неки новински извјештаји прецизирају да су завјереници планирали да ухапсе чланове Народног вијећа, како би спријечили дјеловање органа. Извјештаји савремене штампе указују на то да су завјереници планирали да преузму власт 25. новембра,, али извори доступни сто година након догађаја дозвољавају само ограничену реконструкцију.
Мађарска влада на челу са Михаљем Карољијем је 25. новембра негирала наводе у учешћу у завјери. У поруци коју је Народном вијећу доставио овлашћени војни представник Ђула Гембош, Мађарска је осудила све покушаје да се поново успостави Аустроугарска, нарочито њен страни режим. У поруци је закључено да ће завјери бити усмјерена против мађарске независности и злочин. Италијанска штампа је завјеру приказала као доказ да је Држава Словенаца, Хрвата и Срба у анархији и да не постоји дјелотворна влада — правдајући италијанску окупацију источне обале Јадрана.

## Посљедице
Централни одбор Народног вијећа састао се у Загребу у 17 часова 23. новембра (када је већина новина објавила хапшење Липошћака под сумњом да је планирао пуч) како би расправљао о захтјеву Земаљске владе Краљевине Далмације о брзом уједињењу са Краљевином Србијом. Афером је Прибићевић добио изговор да из безбједносних разлога захтјева хитно уједињење са Србијом.. Прибићевић је у уводу представио хаотично стање у земљи као разлог за неопходност брзог уједињења. Расправа је настављена до раних јутарњих часова наредног дана. У расправи се помињала завјера о пучу и тврдње да је то доказ континуиране жеље Карла I да влада Јужним Словенима. Именовано је седмочлана комисија за израду нацрта закључака Народног вијећа за вечерњу сједницу. Нацрт је прецизирао именовање делегације од 28 чланова која ће бити послата у Београд са инструкцијама да се од регента пријестолонасљедника тражи успостављање јединствене државе. Закључци су усвојени великом већином у ноћи 24. на 25. новембар, а делегацији је наложено да отпутује у Београд три дана касније. Делегације је игнорисала упутства да затражи федерацију када се обрати регенту пријестолонасљеднику 1. децембра. Регент пријестолонасљедник је прихватио понуду уједињења у име краља Петра I и Краљевство Срба, Хрвата и Словенаца је успостављено без икаквог договора о условима уједињења.
Крајем новембра Липошћак је затражио да му се суди, очигледно увјерен у своју невиност. Суђења није било: Велентековић је пуштен почетком децембра на Павелићев приједлог. Земаљска влада Хрватске и Славоније расправљала је о афери Липошћак 13. децембра и одлучила, на приједлог повјереника Народног вијећа за унутрашње послове Срђана Будисављевића, да није надлежна да одлучује о његовом пуштању из притвора, јер је ријеч о војном пословима. Повјереник за одбрану Народног вијећа Мате Дринковић пензионисао је Липошћака 1. јануара 1919. године. Исто дана је пензионисано укупно 134 официра Аустроугарске војске. Међу њима је било 20 генерала и 9 фелдмаршала. Неколико дана касније, војни суд у Загребу ослободио је Липошћака и Валентековића оптужби за издају, не налазећи никакве радње за кривично гоњење. Био је под присмотром до смрти 1924. године.
Афера и протести у Загребу 1918. наведени су као изговор за распуштање хрватских војних јединица због непоузданости. Дринковић је предложио до краја новембра 1918. оснивање нових војних јединица под руководство шефа делегације Српске војске у Народном вијећу пуковника Милана Прибићевића.
Према историчару Томиславу Зорку, пријетња војним пучком који би предводио Липошћак имала је за циљ да изврши притисак и унесе осјећај хитности оним политичарима који су сумњали у начин и ток уједињења са Србијом који је предложио Светозар Прибићевић. Непосредно након афере појавиле су се сумње у аутентичност оптужбе. Већина извора (укључујући Будисављевића) слаже се да су оптужбе за завјеру пуча измишљене, а неки од њих наводе Прибићевића и његове савезника као извор оптужби. Други извори аферу приписују паничној реакцији Народног вијећа на Липошћаков повратак у Загреб. Вијеће је сумњало у његову лојалност без обзира на његову ноту од 12. новембра којим је Вијеће обавијестио да је спреман понудити своје услуге. У сваком случају, Народно вијеће је претпостављало да Липошћак неће прекршити заклетву дату цару и да ће прво тражити да буде ослобођен поштовања — као што су маршал Михаел Михаљевић и генерал пјешадије Лука Шњарић учинили неколико седмица раније. Мањинско мишљење је да су оптужбе против Липошћака биле оправдане. Стотину година касније, нема доказа који поткријепили тврдњу да је Липошћак планирао пуч или да је Прибићевић измислио оптужбе.